# 旧马约尔斯克
旧马约尔斯克（羅馬化：Staromaiorske），或译为旧马约尔斯科耶（羅馬化：Staromayorskoye），是乌克兰东南部顿涅茨克州沃尔诺瓦哈区大諾沃西爾卡市鎮的村庄，2001年人口为839人。

## 历史

### 俄羅斯入侵烏克蘭
該村莊曾於俄羅斯入侵烏克蘭初期被俄軍佔領，而后於2023年7月27日烏軍反攻期間光復。7月30日，俄罗斯消息来源报道称，俄罗斯军队已夺回该村庄。据路透社报道，截至7月31日，该村庄处于乌克兰控制之下。10月13日，村中的乌军弹药库据称被俄军炸毁。
2024年5月15日，俄羅斯武裝部隊佔領舊馬約爾斯克中部地區。6月10日，當地再次被俄羅斯完全控制。